# جورج جروفز (ملاكم)
جورج جروفز (بالإنجليزية: George Groves)‏ مواليد 26 مارس 1988 في هامرسميث، إنجلترا، هو ملاكم محترف بريطاني.

## إحصائيات
خاض خلال مسيرته 28 نزالا، فاز في 25 وخسر في 3. فاز بالضربة القاضية في 18 نزالا.

## روابط خارجية
- جورج جروفز على موقع بوكس ريك (الإنجليزية) (registration required)